# Hnatyshyn Foundation Visual Arts Awards
Les prix Hnatyshyn Foundation Visual Arts Awards, composés du Award for Outstanding Achievement as a Artist et du Award for Curatorial Excellence in Contemporary Art, sont deux prix annuels des arts dotés respectivement de 25 000 $ et 10 000 $ qui reconnaissent les artistes visuels et les conservateurs canadiens en milieu de carrière.
La Fondation Hnatyshyn est un organisme de bienfaisance privé créé par Ray Hnatyshyn, le 24e gouverneur général du Canada.

## 2006
Le prix a été attribué à Stan Douglas.
Le jury était composé de Scott Watson, Morris et Helen Belkin Art Gallery, Vancouver ; Catherine Crowston, Art Gallery of Alberta, Edmonton ; Darlene Coward Wight, Galerie d'art de Winnipeg ; Kitty Scott, Musée des beaux-arts du Canada, Ottawa ; Serpentine Gallery, Londres (Angleterre) ; Paulette Gagnon, Musée d'art contemporain de Montréal ; Robin Metcalfe, Galerie d'art de l'Université Saint Mary's, Halifax.

## 2007
- Prix pour réalisation exceptionnelle en tant qu'artiste : Maria Hupfield[3],[4]
- Prix d'excellence en conservation de l'art contemporain : Daina Warren

Le jury était composé de Jon Tupper, Musée et galerie d'art du Centre de la Confédération, Charlottetown ; Christine Ross, Département d'histoire de l'art, Université McGill, Montréal ; Diana Nemiroff, Galerie d'art de l'Université Carleton, Ottawa ; Robert Enright, journaliste artistique, Winnipeg ; Liz Magor, artiste, Vancouver.

## 2008
- Prix pour réalisation exceptionnelle en tant qu'artiste: Janet Cardiff et George Bures Miller[6]
- Prix d'excellence en conservation de l'art contemporain : Barbara Fischer

Le jury était composé de Christina Ritchie, Contemporary Art Gallery, Vancouver ; Jeffrey Spalding, Glenbow Museum, Calgary ; Louise Dompierre, Galerie d'art de Hamilton ; Marc Mayer, Musée d'art contemporain de Montréal ; Marlene Creates, artiste, Portugal Cove, Terre-Neuve

## 2009
- Prix pour réalisation exceptionnelle en tant qu'artiste: Dana Claxton[7]
- Prix d'excellence en conservation: Catherine Bédard[7]

Le jury était composé de Ian Carr-Harris, artiste, écrivain et éducateur, Ontario College of Art & Design, Toronto ; Peter Dykhuis, directeur / conservateur, Dalhousie Art Gallery, Halifax ; Timothy Long, conservateur en chef, MacKenzie Art Gallery, Regina ; Joan Stebbins, conservatrice émérite, Southern Alberta Art Gallery ; Gaétane Verna, directrice exécutive au Musée d'art de Joliette, QC

## 2010
- Prix pour réalisation exceptionnelle en tant qu'artiste : Shary Boyle
- Prix d'excellence en conservation d'art contemporain : Scott Watson

Le jury était composé de Loise Déry, Lisa Steele et Kim Tomczak, Ken Lum, Jon Tupper

## 2011
- Prix pour réalisation exceptionnelle en tant qu'artiste Geoffrey Farmer[10]
- Prix d'excellence en conservation de l'art contemporain : Philip Monk

Le jury était composé de Catherine Crowston, directrice adjointe / conservatrice en chef de la Art Gallery of Alberta ; Barbara Fischer, directrice exécutive / conservatrice en chef, Justina M. Barnicke Gallery, Université de Toronto ; Robert Fones, artiste visuel et écrivain, Toronto ; Angela Grauerholz, directrice, Centre de design de l'UQAM, professeure, artiste, Montréal ; Scott Watson, directeur / conservateur de la Morris and Helen Belkin Art Gallery, Vancouver

## 2012
- Prix pour réalisation exceptionnelle en tant qu'artiste: Lani Maestro[11]
- Prix d'excellence en conservation de l'art contemporain : Nicole Gingras

Le jury était composé de Robert Enright, rédacteur en chef adjoint, magazine Border Crossings, et titulaire d'une chaire de recherche en théorie et critique d'art à l'Université de Guelph ; Michael Fernandes, artiste ; Peggy Gale, conservatrice indépendante ; Stephen Horne, chercheur invité à l'Institut Jarislowsky ; Diana Nemiroff, conservatrice et historienne de l'art

## 2013
- Prix pour réalisation exceptionnelle en tant qu'artiste: Marcel Dzama[12],[13]
- Prix d'excellence en conservation d'art contemporain : Marie-Josée Jean

Le jury était composé de Eve-Lyne Beaudry, Robert Enright, Peggy Gale, Diana Nemiroff, Nigel Prince.

## 2014
- Prix pour réalisation exceptionnelle en tant qu'artiste: Kent Monkman[14],[15]
- Prix d'excellence en conservation: Daina Augaitis

Le jury était composé de Lisa Baldissera - conservatrice en chef, Mendel Gallery ; Robert Enright - Journaliste culturel, écrivain et conférencier ; Jenifer Papararo - conservatrice, Contemporary Art Gallery, Vancouver ; Eric Walker - Peintre et vidéaste ; Sarah Watson - Directrice générale et artistique, Artexte

## 2015
- Prix pour réalisation exceptionnelle en tant qu'artiste: Pascal Grandmaison[16],[17],[18]
- Prix d'excellence en conservation de l'art contemporain : Candice Hopkins[18]

Le jury était composé de Louise Déry - Directrice, Galerie de l'UQAM ; Dominique Fontaine - Conservatrice et conseillère culturelle ; Anthony Kiendl - directeur exécutif et chef de la direction, MacKenzie Art Gallery ; Lee-Ann Martin - Commissaire indépendante ; Eric Walker - Artiste visuel et médiatique senior

## 2016
- Prix pour réalisation exceptionnelle en tant qu'artiste: Peter Morin[19]
- Prix d'excellence en conservation de l'art contemporain : Tania Willard

## 2018
- Prix pour réalisation exceptionnelle en tant qu'artiste : Maria Hupfield[3],[4]
- Prix d'excellence en conservation de l'art contemporain : Daina Warren

## 2019
- Prix pour réalisation exceptionnelle en tant qu'artiste : Dana Claxton[7]
- Prix d'excellence en conservation : Catherine Bédard[7]